# Sad, Ivančna Gorica
Sad este o localitate din comuna Ivančna Gorica, Slovenia, cu o populație de 39 de locuitori.